# Герб Красночикойского района
Герб муниципального образования  Красночикойского района Забайкальского края Российской Федерации — официальный символ муниципального образования.
Герб утверждён Решением № 74 Совета муниципального образования «Красночикойский район» 28 июня 2011 года.
Герб внесён в Государственный геральдический регистр Российской Федерации под регистрационным номером 7159.

## Описание герба
«В зелёном поле под включённой червлёной главой, обременённой золотой частью кедровой ветви с шишками и иглами — стоящий настороже соболь того же металла». 
Герб Красночикойского района в соответствии с Методическими рекомендациями по разработке и использованию официальных символов муниципальных образований (Раздел 2, Глава VIII, п.п. 45-46), утверждёнными Геральдическим советом при Президенте Российской Федерации 28 июня 2006 года может воспроизводиться со статусной короной установленного образца.

## Описание символики
Красночикойский район расположен в юго-западной части Забайкальского края в зоне предгорной тайги, в бассейне озера Байкал и имеет высокую природоохранную значимость.
Символика геральдической фигуры — красной главы многозначна:
— красная глава отсылает к названию района — Красночикойский, делая композицию герба гласной.
— деление щита на красную главу и зелёное поле — образ географии района, где практически все населённые пункты расположены на севере района по автомобильной трассе  Усть-Урлук—Ядрихино, проходящей через всю территорию района. На территории района созданы Ацинский заказник, Буркальский заказник, Сохондинский заповедник, проектируется Чикойский национальный парк. Дополняют символику золотые кедровая ветвь и соболь указывая на природное богатство края и его гордость — кедровые леса и пушного зверя. Так, чикойский соболь отличается уникальным цветом меха
— сочетание красного и зеленого цвета — аллегория государственной границы, южная граница района является государственной границей России с Монголией; зеленый и красный цвет — цвет пограничных столбов.
Золото — символ богатства, стабильности, урожая, интеллекта и уважения.
Красный цвет — символ силы, мужества, труда, красоты и праздника.
Зелёный цвет — символ природы, здоровья, молодости, жизненного роста.

## История герба
В 2009—2010 годах администрация района проводила конкурс на лучший проект герба, но предложенные проекты не удовлетворили конкурсную комиссию.
В 2010 году администрация района заключила договор с московским ООО «Регионсервис» на разработку герба. В сентябре 2010 года проект герба и флага МР «Красночикойский район» были представлены на собрании Совета депутатов района. Первоначально, представленный вариант герба был отклонен. Но после доработки и проведения общественных слушаний, герб был утверждён 28 июня 2011 года решением Совета муниципального образования «Красночикойский район».
Авторы герба — члены Союза геральдистов России: идея герба — Константин Мочёнов (Химки); художник и компьютерный дизайн — Оксана Афанасьева (Москва); обоснование символики — Кирилл Переходенко (Конаково).